# Liste de groupes rebelles actifs
 (août 2016).
 (mars 2022).
La mise en forme du texte ne suit pas les recommandations de Wikipédia : il faut le « wikifier ».
Les points d'amélioration suivants sont les cas les plus fréquents. Le détail des points à revoir est peut-être précisé sur la page de discussion.
- Les titres sont pré-formatés par le logiciel. Ils ne sont ni en capitales, ni en gras.
- Le texte ne doit pas être écrit en capitales (les noms de famille non plus), ni en gras, ni en italique, ni en « petit »…
- Le gras n'est utilisé que pour surligner le titre de l'article dans l'introduction, une seule fois.
- L'italique est rarement utilisé : mots en langue étrangère, titres d'œuvres, noms de bateaux, etc.
- Les citations ne sont pas en italique mais en corps de texte normal. Elles sont entourées par des guillemets français : « et ».
- Les listes à puces sont à éviter, des paragraphes rédigés étant largement préférés. Les tableaux sont à réserver à la présentation de données structurées (résultats, etc.).
- Les appels de note de bas de page (petits chiffres en exposant, introduits par l'outil «  Source ») sont à placer entre la fin de phrase et le point final[comme ça].
- Les liens internes (vers d'autres articles de Wikipédia) sont à choisir avec parcimonie. Créez des liens vers des articles approfondissant le sujet. Les termes génériques sans rapport avec le sujet sont à éviter, ainsi que les répétitions de liens vers un même terme.
- Les liens externes sont à placer uniquement dans une section « Liens externes », à la fin de l'article. Ces liens sont à choisir avec parcimonie suivant les règles définies. Si un lien sert de source à l'article, son insertion dans le texte est à faire par les notes de bas de page.
- La présentation des références doit suivre les conventions bibliographiques. Il est recommandé d'utiliser les modèles {{Ouvrage}}, {{Chapitre}}, {{Article}}, {{Lien web}} et/ou {{Bibliographie}}. Le mode d'édition visuel peut mettre en forme automatiquement les références.
- Insérer une infobox (cadre d'informations à droite) n'est pas obligatoire pour parachever la mise en page.

Pour une aide détaillée, merci de consulter Aide:Wikification.
Si vous pensez que ces points ont été résolus, vous pouvez retirer ce bandeau et améliorer la mise en forme d'un autre article.
Ceci est une liste de groupes rebelles en activité dans le monde. Un « groupe rebelle » est défini ici comme une organisation politique qui utilise la violence armée contre un ou des États dans le but d’obtenir des concessions politiques, l'indépendance, le renversement du gouvernement ou la destruction de l'État en place.    

## Groupes rebelles qui contrôlent un territoire
Les groupes rebelles suivants contrôlent une certaine partie d'un ou de plusieurs État. Les forces armées des États sécessionnistes stables et en paix ou d'États non reconnus internationalement ne sont pas incluses. 
| Nom                                               | Pays                             | Conflit | Sous contrôle depuis   | Territoire(s) contrôlé(s) | Notes                                                                           |
| ------------------------------------------------- | -------------------------------- | --- | ---------------------- | --- | ------------------------------------------------------------------------------- |
| Al-Qaïda                                          | Yémen Syrie Somalie Mali         | Guerre civile yéménite Guerre civile syrienne Guerre civile somalienne Guerre du Mali                                                 | 2006                   | Une partie de l'est du Yémen[réf. nécessaire] Gouvernorat d'Idleb et une partie du Gouvernorat d'Alep Une partie du sud de la Somalie Certaines parties du nord du Mali                            |                                                                                 |
| République populaire de Donetsk                   | Ukraine                          | Guerre du Donbass | 2014                   | Certaines parties de l'Oblast de Donetsk dans l'est du pays | A déclaré son indépendance, le 7 avril 2014                                     |
| Hezbollah                                         | Liban                            | Conflit au Liban (depuis 2011) | 2011                   | Nord-Est du Liban |                                                                                 |
| Houthis                                           | Yémen                            | Guerre civile yéménite | 2004                   | Le nord du pays et la capitale | Contrôle du gouvernement du Yémen non reconnu par la communauté internationale. |
| État islamique                                    | Afghanistan Nigeria Libye        | Deuxième guerre civile libyenne Insurrection djihadiste au Nigeria Guerre d'Afghanistan (2001-2021)                                   | 2013                   | Partie de la Libye Villes au Nord-Est du Nigeria Partie de la province de Nangarhar en Afghanistan                                                                                                 | Désigné organisation terroriste par les Nations unies                           |
| Armée pour l'indépendance kachin                  | Myanmar                          | Conflit armé birman | Milieu des années 1960 | Certaines parties de l'État Kachin | Aile militaire du Kachin Independence Organisation                              |
| République populaire de Lougansk                  | Ukraine                          | Guerre du Donbass | 2014                   | Certaines parties de Oblast de Louhansk dans l'est du pays | A déclaré son indépendance, le 12 mai 2014.                                     |
| Maï-Maï                                           | République démocratique du Congo | Guerre du Kivu | 2015                   | Certaines parties du nord-est de la République démocratique du Congo |                                                                                 |
| Mouvement national pour la libération de l'Azawad | Mali                             | Guerre du Mali | 2012                   | Nord du Mali |                                                                                 |
| Naxalisme                                         | Inde                             | Rébellion naxalite | 1967                   | Corridor rouge | Liste des groupes naxalites et maoïstes en Inde                                 |
| SPLM-IO                                           | Soudan du Sud                    | Guerre civile sud-soudanaise | 2013                   | L'ouest du territoire de Bentiu, État Unity |                                                                                 |
| Front révolutionnaire du Soudan                   | Soudan                           | Conflit au Kordofan du Sud | 2011                   | Une partie du Kordofan du Sud et l'état du Nil Bleu |                                                                                 |
| Rojava                                            | Syrie                            | Guerre civile syrienne | 2012                   | | Région autonome de facto                                                        |
| Taliban                                           | Afghanistan Pakistan             | Guerre d'Afghanistan (1996-2001) Guerre d'Afghanistan (2001-2014) Guerre d'Afghanistan (2001-2021) Insurrection islamiste au Pakistan | 1996                   | Afghanistan : 40 % du territoire de la province de Kunduz, 80 % du territoire de la province de Faryab et de la province d'Oruzgan Pakistan : 10 % du territoire de la province du Nord Waziristan | Pas seulement sous le contrôle des talibans mais aussi d'islamistes ouzbèkes.   |
| United Wa State Army                              | Myanmar                          | Conflit armé birman | 1989                   | Birmanie du Nord-Est ; Wa Self-Administered Division | Branche armée de l'United Wa State Party                                        |
| Armée zapatiste de libération nationale           | Mexique                          | Révolte au Chiapas | 1994                   | Chiapas | Création de plusieurs régions autonomes anarchistes de facto.                   |

## Asie

### Afghanistan
- Taliban
- Réseau Haqqani

### Birmanie
- -  Kachin Independence Army (ethnique/Autodétermination)
    - Arakan Army (AA)

  - New Mon State Party (NMSP)
  - Shan State Army-North (SSA-N) (SSPP /SSA)
  -  Union nationale karen (KNU)[20]
  - Karenni National Progressive Party (KNPP)
  - Chin National Front (CNF)
  - Lahu Democratic Union (LDU)
  - Arakan National Council (ANC) Arakan Liberation Army (ALA)
  - Pa-Oh National Liberation Organization (PNLO)
  - Ta-ang National Liberation Army (TNLA) aussi appelé Palaung State Liberation Front (PSLF)
  - Wa National Organization (WNO)
- Democratic Karen Buddhist Army (Democratic Karen Benevolent Army)[21] (Bouddhiste/nationaliste)
- Shan State Army-South[22] (SSA-South)
  - the Shan State Progressive Party (SSPP)
- All Burma Students' Democratic Front (ABSDF)

### Chine
| Groupe                       | Effectif |
| ---------------------------- | -------- |
| Parti islamique du Turkestan | 1 000    |

### Inde
- National Socialist Council of Nagaland (en)- Isaac-Muivah
- Fédération internationale de la jeunesse sikh[23] (Sikh)
- Front démocratique national de Bodoland
- Front uni de libération de l'Assam[24] (separatiste)
- Harakat ul-Mujahidin (Islamiste)
- Hizbul Mujahideen (en)[25] (Islamiste)
- Hynniewtrep National Liberation Council
- Jaish-e-Mohammed[26] (Islamiste)
- Khalistan Commando Force[27] (Sikh)
- Khalistan Zindabad Force[28] (Sikh)
- Lashkar-e-Taiba[29] (présent aussi au Pakistan) (Islamiste)
- Students Islamic Movement of India (en)[30] (Islamiste)
- Parti communiste maoïste du Manipur

### Indonésie
- Jemaah Islamiyah[31]  (Islamiste)
- Organisation pour une Papouasie libre

### Iran
- Mouvement de lutte arabe pour la libération d'Ahwaz (Indépendantisme kurde)
- Parti pour une vie libre au Kurdistan (Indépendantisme kurde)
- Parti démocratique du Kurdistan d’Iran (Socialisme démocratique|Indépendantisme kurde)
- Parti de la liberté du Kurdistan (Socialisme|Indépendantisme kurde)
- Joundallah (Iran) (Salafisme djihadiste|Nationalisme baloutche)
- Peggy Kornegger (en)
- Organisation des moudjahiddines du peuple iranien (islamo-marxisme)

### Irak
| Groupe                                                                          | Effectif       |
| ------------------------------------------------------------------------------- | -------------- |
| État islamique - Jaish al-Ta'ifa al-Mansurah                                    | 80 000-100 000 |
| Commandement suprême pour le Jihad et la Libération (en)                        | 100 000        |
| Armée des hommes de la Naqshbandiyya                                            | 5 000          |
| Armée islamique en Irak                                                         | 10 000         |
| Armée irakienne libre                                                           | 2 500-3 000    |
| Groupes spéciaux - Brigade du jour promis - Asaïb Ahl al-Haq - Kataeb Hezbollah | 7 000          |
| Brigade Badr                                                                    |                |
| Soldiers of Heaven                                                              |                |
| Mukhtar Army                                                                    |                |
| * General Military Council for Iraqi Revolutionaries (en)                       |                |

### Pakistan
- Baloch Republican Army[33] (nationalisme baloutche)
- Front de libération du Baloutchistan (nationalisme baloutche)
- Tehrik-e-Taliban Pakistan[34] (Deobandi/Wahhabisme)

- Tehreek-e-Nafaz-e-Shariat-e-Mohammadi (Deobandi)
- Jamaat-ul-Ahrar
- Fedayeen al-Islam (Deobandi)

- Jundallah (Pakistan)
- Lashkar-e-Islam[37] (Deobandi)
- Lashkar-e-Jhangvi (Deobandi/Wahhabisme)
- Sipah-e Sahaba (Deobandi/Wahhabisme)
- Ahle-e-Sunnat Wal Jamat Deobandi Group (Deobandi)
- Mouvement islamique d'Ouzbékistan[38] (opère aussi au Kirghizstan) (Deobandi/Wahhabisme)
- Lashkar-e-Omar[39] (Deobandi/Wahhabisme)
- Al-Rashid Trust [40]
- Al-Akhtar Trust [41]
- Rabita Trust [42]
- Ummah Tamir-e-Nau [43]

### Palestine
- Organisation de libération de la Palestine
  - Fatah
    - Brigades des martyrs d'Al-Aqsa
    - Force 17
    - Tanzim
    - Faucons du Fatah

  -  Front populaire de libération de la Palestine
    -  Front populaire de libération de la Palestine-Commandement général
    - Brigades d'Abou Ali Moustapha

  -  Front démocratique pour la libération de la Palestine
  - Front de libération de la Palestine
- Hamas
  - Brigades Izz al-Din al-Qassam
- Jihad islamique palestinien
- Comité de résistance populaire
  - Brigades Al-Nasser Salah al-Din
- Armée de l'Islam (Gaza)
- Fatah-Conseil révolutionnaire

### Philippines
| Groupe                                                      | Effectif |
| ----------------------------------------------------------- | -------- |
| Parti communiste des Philippines - Nouvelle Armée populaire |          |
| Revolutionary Workers' Party                                |          |
| Revolutionary Workers Party – Mindanao                      |          |
| Front Moro de libération nationale                          |          |
| Front Moro islamique de libération                          |          |
| Abou Sayyaf                                                 | 300      |
| Rajah Sulaiman movement,                                    |          |
| Jemaah Islamiyah                                            |          |
| Bangsamoro Islamic Freedom Fighters                         |          |

### Syrie
| Groupe | Effectif        |
| --- | --------------- |
| État islamique - - Brigade Al-Khansaa - The Beatles | 50 000          |
| Front islamique - Front islamique kurde - Les Aigles du Levant - Armée de l'Islam - Brigade de l'Unité - Northern Storm Brigade - Les libres du Levant - Les défenseurs du Levant | 45 000 à 80 000 |
| Unités de protection du peuple - Unités de protection de la femme | 47 000          |
| Armée syrienne libre - Supreme Military Council - First Army - 1st Artillery Regiment - Hawks of the South - 18 March Division - Yarmouk Brigade - Black Islam Brigade - Muhajerin and Ansar Brigade - First Commando Division - Dawn of Islam Division - Youth of Sunnah Brigade - Tahrir al-Sham Division - 1st Brigade - Ababil Houran Brigade - Tawhid Kata’ib Horan - Quneitra Military Council - Sword of al-Sham Brigades - Martyrs of Islam Brigade - Yarmouk Martyrs Brigade - Amoud Houran Brigade - United Sham Front - Jaysh al-Ummah - 24th Infantry Division - First Corps - Front révolutionnaire syrien - Brigade des martyrs d'Idleb - Syrian Martyrs' Brigade - Idlib Military Council - 7th Division - Omari Brigades - Al-Anfal Brigade - Syrian Turkmen Brigades - Brigade Omar al-Farouq - 9th Division of Aleppo - Liwa Ahrar Souriya - Liwa Thuwar al-Raqqa - Parti de la Libération - Ghuraba al-Sham - Dawn of Freedom Brigades - Jarabulus Brigade - Al-Qassas Army - Daraa Military Council - Hamza Division - Southern Command - Falcons of al-Ghab - 1st Infantry Brigade - 13th Division - 101st Division - Knights of Justice Brigade - Falcons of Mount Zawiya Brigade - 1st Coastal Division - Ahmad al-Abdo Martyrs Brigades and Battalions - Basha'ir al-Nasr Brigade - Council of Aleppo Rebels - Damascus Military Council | 40 000          |
| Al-Qaïda - Front al-Nosra - Suqour al-Ezz - Junud al-Sham - Khorassan | 15 000          |
| Ajnad al-Sham Islamic Union | 15 000          |
| Authenticity and Development Front - Jaysh Usud al-Sharqiya | 13 000          |
| Armée des Moudjahidines - 19e Division | 8 000           |
| Jabhat al-Akrad | 7 000           |
| Muhajirin wa-Ansar Alliance - Liwaa al-Umma - Jund al-Aqsa - Liwa al-Haqq of Idlib | 6 000           |
| Frères musulmans en Syrie - Shields of the Revolution Council | 6 000           |
| Front Ansar Dine - Bataillon Vert - Harakat Sham al-Islam - Jaish al-Muhajireen wal-Ansar - Harakat Fajr ash-Sham al-Islamiya | 3 000           |
| Syrian Revolutionary Command Council - Sham Legion |                 |
| Front du Levant - Harakat Nour al-Din al-Zenki - Fastaqim Kama Umirt |                 |
| Volcan de l'Euphrate - Northern Sun Battalion |                 |
| Mujahideen Shura Council |                 |
| PKK |                 |
| Ghuraba al-Sham |                 |
| Jound al-Cham |                 |
| Brigades Abdullah Azzam |                 |
| Fatah al-Islam |                 |
| Ansar al-Islam |                 |
| Free Iraqi Army |                 |
| Ahrar al-Jazeera |                 |
| Sutoro |                 |
| Conseil militaire syriaque |                 |
| Shammar |                 |
| Asayish |                 |
| Parti démocratique du Kurdistan |                 |
| Union patriotique du Kurdistan |                 |
| Group of the One and Only | 300             |
| Aleppo Liberation |                 |
| Ansar Brigade |                 |
| Harakat al-Muthanna |                 |
| Jabhat Ansar al-Islam |                 |
| Islamic Muthanna Movement |                 |

### Thaïlande
| Groupe                                       | Effectif |
| -------------------------------------------- | -------- |
| Patani United Liberation Organisation        |          |
| National Revolution Front                    |          |
| National Front for the Liberation of Pattani |          |
| Jemaah Islamiyah                             |          |

### Turquie
- Islamic Party of Kurdistan (en)
- Parti communiste du Kurdistan (en)
- Parti communiste marxiste-léniniste
- Parti communiste de Turquie/marxiste-léniniste
- Parti-Front révolutionnaire de libération du peuple
- Parti des travailleurs du Kurdistan
- Parti pour une vie libre au Kurdistan
- Revolutionary Party of Kurdistan (en)
- Groupe des communautés du Kurdistan
- Faucons de la liberté du Kurdistan
- Force de défense du peuple
- Front islamique du Grand Orient
- Hezbollah turc
- Kurdistan Democratic Party/North (en)
- Loups gris
- Mouvement islamique du Kurdistan (en)
- Civil Protection Units (en)

### Yémen
Al-Qaïda dans la péninsule arabique
- Jaych Aden Al Islami-Abyane
- Al-Shabbaab

 Mouvement du Sud
 Houthis

## Afrique

### Angola
- Front pour la Libération de l'enclave de Cabinda (diverses factions) (séparatiste nationaliste)

### République centrafricaine
- Armée de résistance du Seigneur

### Cameroun
- Ambaland Forces
- Ambaland Quifor
- Ambazonia Defence Forces
- Ambazonia Intelligence Forces
- Ambazonia Restoration Army
- Bambalang Marine Forces
- Black Hearts of Banga Bakundu
- Bui Warriors
- Dongang Mantung self defense group
- Fako Action Forces
- Fako-Meme Black Tar Council
- Fako Mountain Lions
- Gorilla Fighters
- Jaguars of Bamessing
- Menchum Fall Warriors
- Manyu Ghost Warriors
- Ngoketundjia Defence Council
- Red Dragon
- Seven Karta
- Southern Cameroons Defence Forces
- Ten-Ten
- Tigers of Ambazonia
- The Sword of Ambazonia
- Vipers
- White Tigers
- Warriors of Nso
- One Touch
- Isakabas

### Égypte
| Groupe           | Effectif      |
| ---------------- | ------------- |
| Frères Musulmans |               |
| Wilayat Sinaï    | 1 000 à 2 000 |

### Éthiopie
- Front national de libération de l'Ogaden

### Libye
Shura Council of Benghazi Revolutionaries
- Ansar al-Charia
- Libya Shield 1
- Brigade du 17 février
- Rafallah al-Sahati Brigade

 New General National Congress
- Libya Shield Force
- Libya Revolutionaries Operations Room

 Zintan Brigade
- Brigade 93
- Toubou Front for the Salvation of Libya

### Mali
| Groupe                                                     | Effectif    |
| ---------------------------------------------------------- | ----------- |
| Mouvement national pour la libération de l'Azawad          | 10 000      |
| Ansar Dine                                                 | 2 000       |
| Mouvement pour l'unicité et le jihad en Afrique de l'Ouest | 500 à 1 000 |
| Al-Qaïda - Al-Qaïda au Maghreb islamique                   | 800         |
| Boko Haram                                                 |             |
| Ansar al-Sharia (Mali)                                     |             |

### Nigeria
| Groupe                                          | Effectif       |
| ----------------------------------------------- | -------------- |
| Boko Haram (islamiste)                          | 6 000 à 30 000 |
| Ansaru (islamiste)                              |                |
| Mouvement pour l'émancipation du delta du Niger | 15 000 en 2012 |
| Niger Delta People's Volunteer Force            |                |
| Niger Delta Liberation Front                    | 2 500          |
| Niger Delta Vigilante                           | 4 000          |

### Ouganda
- Armée de résistance du Seigneur (opère principalement au Nord de l'Ouganda, mais aussi dans certaines parties du Soudan et en RD du Congo)[53].
- Forces démocratiques alliées (Aussi actif en République démocratique du Congo)

### Sénégal
- Mouvement des forces démocratiques de Casamance

### Soudan du Sud
- Sudan Peoples Liberation Movement-in-Opposition
- South Sudan Liberation Movement
- Armée blanche Nuer
- South Sudan Democratic Movement
- Armée de résistance du Seigneur[54]

### Soudan
| Groupe | Effectif |
| --- | -------- |
| Sudan Revolutionary Front - Mouvement populaire de libération du Soudan - Nord - Mouvement pour la justice et l'égalité - Armée de libération du Soudan | 60 000   |
| Liberation and Justice Movement |          |

## Amérique

### Colombie
- Armée de libération nationale[55] (ELN) (Marxisme-léninisme)
- Armée populaire de libération (EPL) (Hoxhaïsme)
- Águilas Negras (Paramilitaire d'extrême droite)

### Paraguay
- Armée du peuple paraguayen

### Pérou
| Groupe           | Effectif |
| ---------------- | -------- |
| Sentier lumineux | 4,200    |

### Mexique
- Popular Revolutionary Army (en) [57] (Marxiste)
- Armée zapatiste de libération nationale[58] (communiste libertaire)

## Europe

### France
- Comité régional d'action viticole (vigneron)

### Grèce
- Secte des Révolutionnaires (anarchiste)
- Conspiration des cellules de feu (anarchiste)

### Irlande
- Armée républicaine irlandaise de la Continuité (nationalisme irlandais)
- IRA véritable (Nationalisme irlandais)
- Óglaigh na hÉireann (Real IRA splinter group) (nationalisme irlandais)

### Italie
- Fédération anarchiste informelle (anarchiste)

### Royaume-Uni
- Armée républicaine irlandaise de la Continuité: 1994–présent (séparatiste/nationalisme irlandais)
- Armée républicaine irlandaise véritable: 1997–présent (séparatiste/nationalisme irlandais)
- Óglaigh na hÉireann: 2009–présent (séparatiste/nationalisme irlandais)
- Orange Volunteers: 1998–présent (loyalisme d'Ulster/sectarisme)
- Real Ulster Freedom Fighters: 2007–présent (loyalisme d'Ulster/sectarisme)
- Red Hand Defenders: 1998–présent (loyalisme d'Ulster/sectarisme)

### Russie
- Émirat du Caucase
- Ingush Jamaat
- Sharia Jamaat
- Yarmuk Jamaat
- Kataib al-Khoul
- Vilayat Nokhchicho
- Arab Mujahideen in Chechnya
- Brigade des martyrs Riyad-us Saliheen

### Ukraine
| Groupe                                                                               | Effectif       |
| ------------------------------------------------------------------------------------ | -------------- |
| Nouvelle-Russie - République populaire de Donetsk - République populaire de Lougansk |                |
| Nouvelle-Russie Forces armées unies de Nouvelle-Russie                               | 10 000–20 000, |